# Helina villihumilis
Helina villihumilis este o specie de muște din genul Helina, familia Muscidae, descrisă de John Otterbein Snyder în anul 1949.
Este endemică în British Columbia. Conform Catalogue of Life specia Helina villihumilis nu are subspecii cunoscute.